# Eunomarcha
Eunomarcha is een geslacht van vlinders van de familie tastermotten (Gelechiidae).

## Soorten
- E. glycinopis (Meyrick, 1923)
- E. violacea (Busck, 1914)